# العلاقات الأيرلندية المصرية
العلاقات الأيرلندية المصرية هي العلاقات الثنائية التي تجمع بين جمهورية أيرلندا ومصر.

## مقارنة بين البلدين
هذه مقارنة عامة ومرجعية للدولتين:
| وجه المقارنة                                              | جمهورية أيرلندا                                       | مصر           |
| --------------------------------------------------------- | ----------------------------------------------------- | ------------- |
| المساحة (كم2)                                             | 70.27 ألف                                             | 1.01 مليون    |
| عدد السكان (نسمة)                                         | 4.76 مليون                                            | 94.80 مليون   |
| الكثافة السكانية (ن./كم²)                                 | 67.74                                                 | 93.86         |
| العاصمة                                                   | دبلن                                                  | القاهرة       |
| اللغة الرسمية                                             | اللغة الأيرلندية، لغة إنجليزية، الإنجليزية الأيرلندية | اللغة العربية |
| العملة                                                    | جنيه أيرلندي، يورو، عملات اليورو الأيرلندية           | جنيه مصري     |
| الناتج المحلي الإجمالي (بليون دولار)                      | 333.73 مليار                                          | 235.37 مليار  |
| الناتج المحلي الإجمالي (تعادل القوة الشرائية) بليون دولار | 318.16 مليار                                          | 998.67 مليار  |
| الناتج المحلي الإجمالي الاسمي للفرد دولار أمريكي          | 61.13 ألف                                             | 3.61 ألف      |
| الناتج المحلي الإجمالي للفرد دولار أمريكي                 |                                                       |               |
| مؤشر التنمية البشرية                                      | 0.916                                                 | 0.690         |
| رمز المكالمات الدولي                                      | +353                                                  | +20           |
| رمز الإنترنت                                              | .ie                                                   | .eg، .مصر     |
| المنطقة الزمنية                                           | 00، ت ع م+01:00، أوروبا/دبلن ‏                         | ت ع م+02:00   |

## منظمات دولية مشتركة
يشترك البلدان في عضوية مجموعة من المنظمات الدولية، منها:
| علم المنظمة | اسم المنظمة                               | تاريخ انضمام جمهورية أيرلندا | تاريخ انضمام مصر |
| ----------- | ----------------------------------------- | ---------------------------- | ---------------- |
|             | مؤسسة التنمية الدولية                     | 22 ديسمبر 1960               | 26 أكتوبر 1960   |
|             | يونسكو                                    | 3 أكتوبر 1961                | 22 يناير 1947    |
|             | وكالة ضمان الاستثمار متعدد الأطراف        | 27 أكتوبر 1989               | 12 أبريل 1988    |
|             | الأمم المتحدة                             | 14 ديسمبر 1955               | 24 أكتوبر 1945   |
|             | الفريق المعني برصد الأرض                  | ?                            | فبراير 2005      |
|             | الاتحاد البريدي العالمي                   | ?                            | ?                |
|             | البنك الدولي للإنشاء والتعمير             | 8 أغسطس 1957                 | 27 ديسمبر 1945   |
|             | المنظمة الهيدروغرافية الدولية             | ?                            | 21 يونيو 1921    |
|             | الاتحاد الدولي للاتصالات                  | 8 ديسمبر 1923                | 9 ديسمبر 1876    |
|             | مؤسسة التمويل الدولية                     | 11 سبتمبر 1958               | 20 يوليو 1956    |
|             | المركز الدولي لتسوية المنازعات الاستشارية | 7 مايو 1981                  | 2 يونيو 1972     |
|             | منظمة التجارة العالمية                    | ?                            | 30 يونيو 1995    |
|             | منظمة الشرطة الجنائية الدولية             | ?                            | 7 سبتمبر 1923    |

## وصلات خارجية
- موقع وزارة الخارجية الأيرلندية
- موقع وزارة الخارجية المصرية